# Lepidokrokit
Lepidokrokit, esmeraldit ali hidrohematit je železov oksidno-hidroksidni mineral s formulo γ-FeO(OH)). Mineral je rdeče do rdečerjave barve in nastaja med rjavenjem železa v vodi. Njegova nahajališča so prepereli skladi primarnih železovih mineralov. V vsakdanjem življenju ga lahko vodimo na zarjaveli notranjih površinah vodovodnih cevi in rezervoarjev.
Njegova zgradba je podobna zgradbi bemita, ki se nahaja v boksitu. Zgrajen je iz skladov oktaedrov železovega(III) oksida, ki so med seboj povezani z vodikovimi vezmi hidroksidnih skladov.  Vezi med skladi so relativno šibke in dajejo mineralu luskast videz.
Lepidokrokit je bil prvič opisan leta 1813 na rudišču Zlaté Hory na Moravskem, Češka republika. Njegovo ime je sestavljeno iz grških besed λεπιδιον [lepidion] - luskast in κρόκη  [króke] - vlakno ali tkanina. 